# هوليوود (مسلسل قصير)
هوليوود (بالإنجليزية: Hollywood) هو مسلسل قصير أمريكي من تأليف رايان مورفي وإيان برينان ومن بطولة ديفيد كورينسويت، دارين كريس، لورا هارير، ديلان ماكديرموت، جيك بيكينغ وهولند تايلور. صدر المسلسل في 1 مايو 2020 على منصة نتفليكس.

## روابط خارجية
- هوليوود على موقع IMDb (الإنجليزية)
- هوليوود على موقع روتن توميتوز (الإنجليزية)
- هوليوود على موقع نتفليكس (الإنجليزية)
- هوليوود على موقع كينوبويسك (الروسية)
- هوليوود على موقع ألو سيني (الفرنسية)
- هوليوود على موقع قاعدة بيانات الفيلم (الإنجليزية)